# St. Egidien
St. Egidien est une commune de Saxe (Allemagne), située dans l'arrondissement de Zwickau, dans le district de Chemnitz.

## Industrie minière et métallurgique

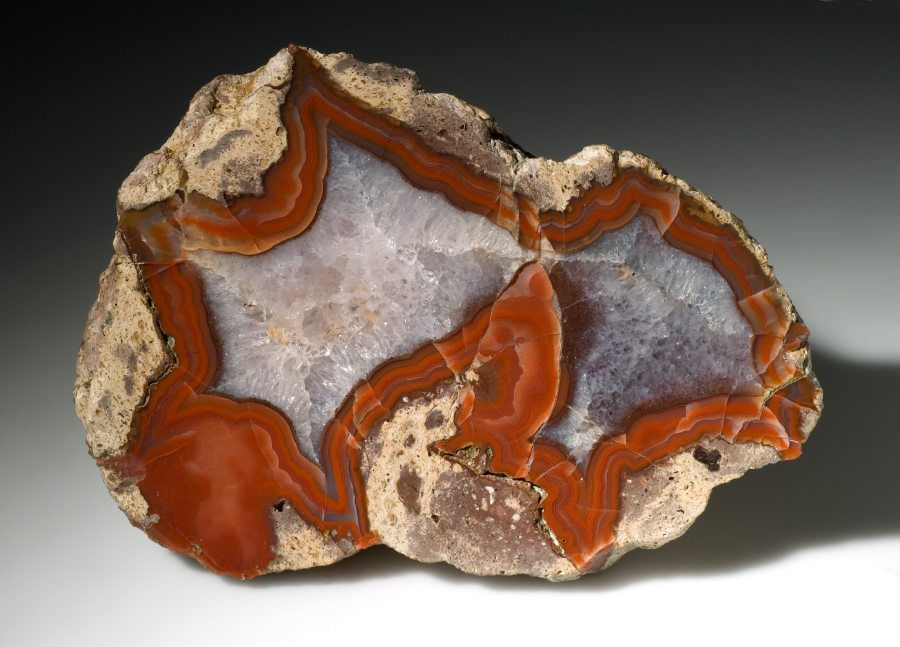
Agate de St. Egidien

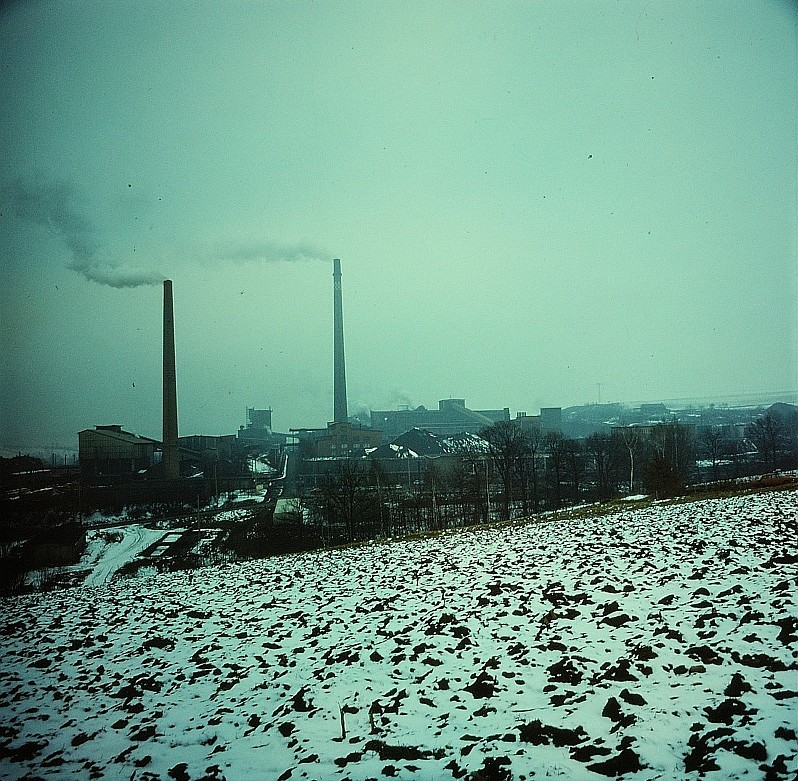
Ancienne fonderie de nickel

Dans la région de St. Egidien, on trouve des gisements d'agate.
À Callenberg, village voisin, des gisements de minerai de nickel ont été exploités à ciel ouvert depuis les années 1950, et une fonderie de nickel a été construite à St. Egidien.
L'opération n’était pas profitable, et l'usine produisait aussi de la laine minérale. Elle est fermée peu après 1990.